# Luta de Lancashire
Luta de Lancashire (em inglês: Lancashire wrestling) é um estilo de luta histórica de Lancashire, na Inglaterra. Muitos o consideram como o princípio do catch wrestling, da luta profissional e da luta amadora.
O estilo incluía técnicas de solo e tinha a reputação de ser um esporte extremamente feroz e violento. Fontes mostram que existiam algumas regras para tentar salvaguardar os wrestlers de lesões graves. Por exemplo, houve uma proibição de quebrar os ossos de um oponente.
Nos condados ao norte, a luta de Cumberland e Westmorland foi desenvolvida com regras concebidas para minimizar as lesões dos praticantes.